# Костни ганоиди
Костните ганоиди (Holostei) са инфраклас животни от клас Актиноптери (Actinopteri).
Таксонът е описан за пръв път от Йоханес Петер Мюлер през 1846 година.

## Разреди
- Amiiformes - Амиподобни
- Lepisosteiformes